# Espaillat
Espaillat est l'une des 32 provinces de la République dominicaine. Son chef-lieu est Moca. Elle est limitée à l'ouest par les provinces de Puerto Plata et Santiago, au sud par celles de La Vega, Salcedo et Duarte, à l'est par celle de María Trinidad Sánchez et au nord par l'océan Atlantique.